# アグアトゥルビア
アグアトゥルビア（またはAguaturbia 　英語ではTroubled Water）は、1960年代ー1970年代にかけて活動したチリのバンド、サイケデリック・ロック・バンド。サンティアゴ・デ・チレにて結成。1974年に活動停止。1993年一時活動再開と休止期間を経て、2008年から活動中。

## 概要・来歴
1968年に、デニス（ボーカル）とカルロス·コラーレス（ギター）を中心に、何度かのセッションを経てウィリ・カバダ（ドラムス）リカード・ブリオネス（ベース）の顔ぶれになった。
1969年はサンティアゴ市内やアルゼンチンの野外音楽フェスティバルやブエノスアイレスで演奏し翌年RCA系列のアレーナ・レコードから1stアルバムを出す。ジャケットにはメンバー裸体写真が用いられカトリック教徒の多いチリでは、秩序良俗から販売拒絶が相次いだ。
引き続きアルバムを制作し発売前に1971年11月デニスとカルロス·コラーレスが渡米、長期滞在で活動休止する。その間の1972年にアルバム「ボリューム２（volumen 2）」発売 。サルバドール・ダリ の十字架の聖ヨハネのキリスト（十字架のヨハネ作とされるキリスト十字架の図が素）をモチーフにしたジャケットデザイン「十字架のデニス」は前作同様問題視された。　　
帰国後活動再開するが1974年3月コーポリカン、アンデス両劇場の公演で活動停止し、デニス、カルロスは新たなバンドパナル（Panal）を経てソロやセッション・ワークに転じ、2008年頃アグアトゥルビアを、デニース、カルロス·コラーレス、ウィリ・カバダとホセ・デラカスで再開したがウィリ・カバダが2013年10月1日亡くなった。

## メンバー
- カルロス·コラーレス（Carlos Corales） - ギター
- デニス（Denise） - ボーカル
- ミゲル・アンジェル・ペレ（Miguel Ángel Perez） - ベース
- リカード・ブリオネス（Ricardo Briones） - ベース 1968 - 1972
- エゲニオ・グスマン（Eugenio Guzmán） - ベース 1972 - 1974
- ウィリ・カバダ　（Willy Cavada） - ドラムス
- ホセ・デラカス（Fernando López） - ドラムス (1972 - 1974)
- ホセ・デラカス（Jose Dellacasa） - ベース

## 作品
シングル
アルバム
- Aguaturbia（1970年）Arena Record　LPD-075-XX（チリ盤）、再発(2010年)Lion Productions LIONLP-110（アメリカ盤）
- Aguaturbia volumen 2（1972年）Arena Record LPD-080-XX（チリ盤）、 再発（1993年）Essex Records 1002（イギリス盤）/(2010年)Lion Productions LION-LP 111（アメリカ盤）
- Version Acstica　(2010年)Mylodon Records  MYLOCD0081CD発売（チリ盤）

シングル（チリ盤）
- Alguien Para Amar / Eres Tu （1969年）Arena Record SD-0295
- Rollin 'N' Tumblin' / Baby（1970年）Arena Record　SD-0299
- Erotica / Heartbreaker（1970年） FTA　Record 50707
- El Hombre De La Guitarra / Hermoso Domingo（1973年）Asociación Fonográfica
- El Hombre De La Guitarra / Hermoso Domingo（1973年）Nacional - "Asfona" M.R.

編集盤
- Psychedelic Drugstore　（1992年）Background/Essex Record CD発売（イギリス盤）
- Aguaturbia（2000年）Sony Music Entertainment Chile 2-500009 CD発売（チリ盤）
- Complete Tracks(2004年)　Record Runner RR 0410 CD発売(ブラジル盤)

※ほかに海賊コピー再発盤も存在する。各編集盤収録の収録Ah Ah Ah Ayは短縮版。
参考文献
- Psychedelic Drugstore（1992年）Background Record　HBG122/15 CD　解説Hugo Cristian Chavez Smith
- Aguaturbia（1970年）再発(2010年)Lion Productions LIONLP-110 解説（英語）

## 付記
イギリスのレコード・レーベル、バム・カルーソ(Bam-Caruso Music)とその中心人物フィル・スミー(Phil Smee)に同国のバンドサン・ダイアル(Sun Dial)に加入歴がある在英チリ人ヒューゴ・クリスチャン・チャベス・スミス(Hugo Cristian Chavez Smith Aguaturbiaメンバーとは旧知の仲。)らの交流から再発専門で新たなレーベルを立ち上げることになり1990年エセックス・レーベル(Essex Record)と傘下バックグラウンド・レーベル(Background Record)にキッシング・スペル(Kissing Spell Record)が開設され、自主制作など入手困難音源の発掘と正規再発販売に、以前の非正規再発シリーズに続き契約を締結した1970年頃の南米チリ、ペルーなどの音源を発売している。レーベル名の一つキッシング・スペルはチリのバンドKissing Spellにちなむ。